# Poggio San Lorenzo
Poggio San Lorenzo település Olaszországban, Lazio régióban, Rieti megyében. Lakosainak száma 547 fő (2023. január 1.). Poggio San Lorenzo Frasso Sabino, Torricella in Sabina, Casaprota és Monteleone Sabino községekkel határos.

## Népesség
A település lakossága az elmúlt években az alábbi módon változott:
| Lakosok száma | 571  | 550  | 547  |
|               | 2017 | 2018 | 2023 |